# Psaliodes onopria
Psaliodes onopria là một loài bướm đêm trong họ Geometridae.